# Chùa mới
Chùa mới dân bản địa thường gọi là Wat Song Chrova Thmey (tiếng Khmer: វត្តសង់ច្រវាថ្មី), tên gọi Pali là Keo Padumapupphä Saravanna Samantarikārāma  phiêm âm tiếng Khmer: វត្តកែវបទុមបុប្ផាសារាវ័នសមន្ដរិក (សង់ច្រវាថ្មី). Tên Khmer của chùa chính là tên địa danh của khu vực này. Từ "Song" trong tiếng Khmer nghĩa là "dựng", từ "Chrova" trong tiếng Khmer nghĩa "cây dầm" là dụng cụ dùng để bơi ghe xuồng trên sông nước miền Tây. Sở dĩ người dân gọi tên như vậy là vì khi xưa vùng đất này thường có nhiều thương thuyền các nơi khác dừng chân nơi đây nghỉ ngơi, dựng trại che mưa nặng bằng cây dầm. Thỉnh thoảng có nhiều tu sĩ đến đây làm lễ nghi tôn giáo. Cứ như vậy ngày qua tháng lại, cảnh tượng dựng trại bằng dầm thường xuyên xảy ra nên người dân địa phương gọi nơi đây là phum srok Song Chrova. Chùa Mới nằm trong phum srok Song Chrova nên tên địa danh được lấy làm tên chùa. Còn tên tiếng Việt là chùa Mới là tên mới xuất hiện sau này, khi trong vùng thành lập sau một ngôi chùa đã có trước đây. Vì vậy chùa Song Chrova trở chùa mới so với chùa cũ đã thành lập nên cư dân cứ gọi cho dễ phân biệt là chùa Mới, nghĩa là chùa có sau Chùa Cũ (Hựu Thành) đã thành lập.
Trong không khí mát mẻ đầy bóng cây sao trên diện tích 10.000 mét vuông, thông mát trên tuyến đường xã Trà Côn.